# 嘛呢石
嘛呢石（藏語：མ་ནི།，威利转写：ma ni），也称为玛尼石，是藏传佛教传统中，在石片，卵石上刻六字真言或佛经等制成，有的嘛呢石还会上色。嘛呢石通常放置在路边，寺院附近或水流中。嘛呢石堆积而成的嘛呢堆在藏区随处可见。